# Каменка-плешанка

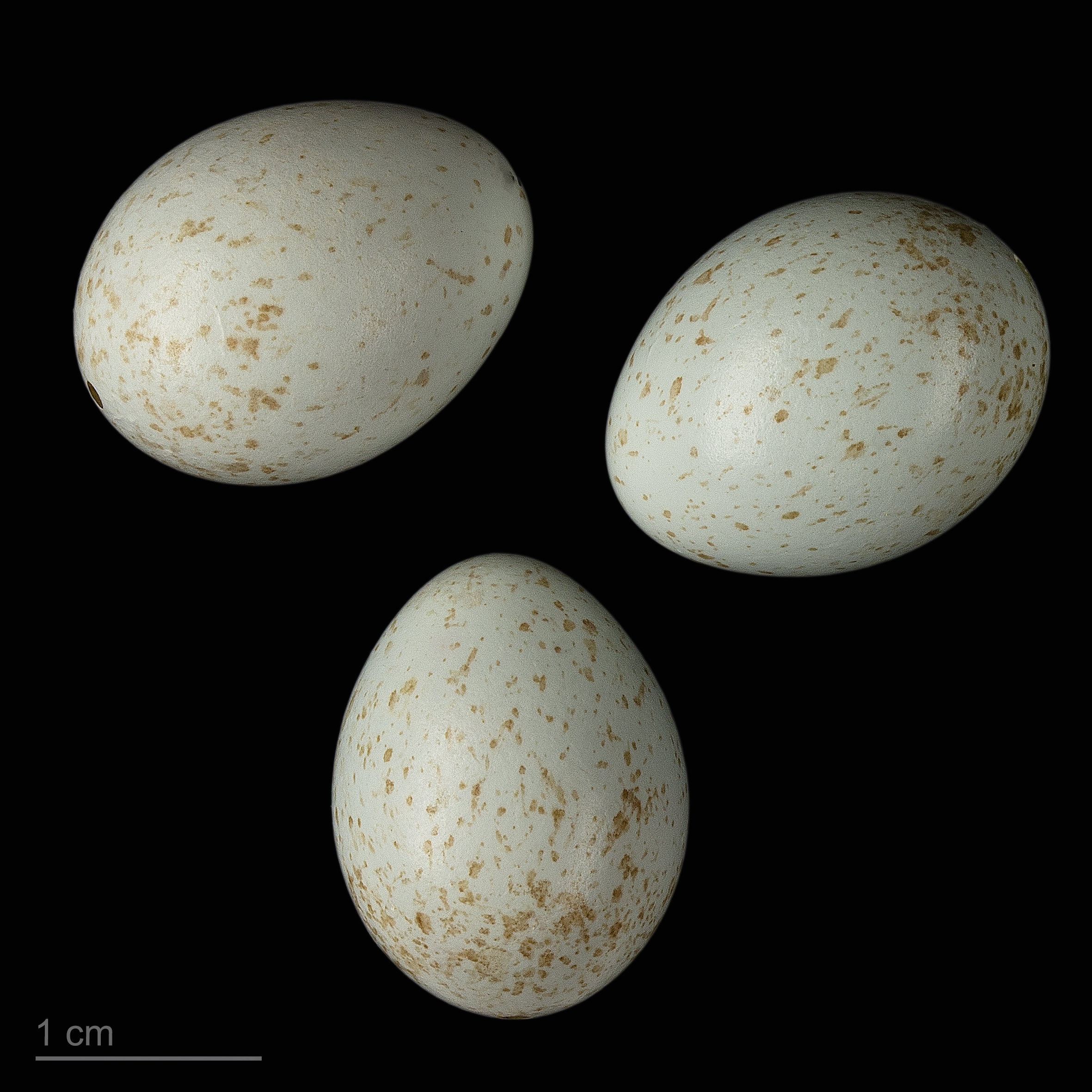
яйцо Oenanthe pleschanka - Тулузский музеум

Каменка-плешанка (лат. Oenanthe pleschanka) — вид птиц из семейства мухоловковых.

## Описание
Окраска тела самца чёрно-белая. Голова и шея сверху белые. Брюхо, надхвостье и хвост по бокам, белые, окраска остальных частей тела чёрная. Середина и конец хвоста чёрный. Верхняя часть тела у самки и молодых птиц рыже-бурая, горло темно-бурое. Окраска хвоста такая же, как и у самца. Голос «чэк-чэк».

## Местообитание
Распространена в степной зоне. Держится возле каменистых россыпей, балок, глинистых обрывов, участков степного типа. Часто приседает, подёргивая чёрно-белым хвостом вверх вниз.

## Гнездование
Прилетает в начале апреля. Гнездо строит в норе или расщелине, выстилая его травинками, перьями и шерстью. Кладка — 4—5 зеленовато-голубых яиц, в конце апреля — начале мая. Отлетает в сентябре.

## Питание
Питается мелкими насекомыми.